# María Felicidad González
María Felicidad González (Paraguarí, 7 de març de 1884 - Paraguai, 17 d'octubre de 1980) va ser una educadora i activista paraguaiana. Deixebla de les germanes Speratti, després d'obtenir el títol de mestra i professora normal, va destacar la seva tasca a l'Escola Normal de Paraguai, de la qual va promoure la transformació en Escola Normal de Professors, on va formar nombroses promocions de professors. També és considerada precursora del moviment feminista a Paraguai: va ser fundadora del Consell de Dones nacional i va participar en diversos congressos internacionals sobre feminisme.

## Primers anys
Va néixer a Paraguarí el 7 de març de 1884, filla de Gregoria de Jesús González. Cursà estudis primaris i els estudis de mestra normal a Asunción, on es va titular el 1905, sent la deixebla més destacada d'Adela i Celsa Speratti. Tanmateix, González volia una capacitació professional superior i va ser becada a l'Escola Normal de Paraná, a l'Argentina, on va obtenir el títol de professora normal el 1908.

## Trajectòria professional
A la seva tornada a Paraguai, va exercir com a directora a l'Escola del Brasil. Poc després, el 1909, és nomenada regent de l'Escola Normal de Paraguai, càrrec que va ocupar fins a 1914. És nomenada vicedirectora i el 1921 passa a ser-ne la directora, càrrec que ostentà fins a 1932. Val a dir que també va ocupar també diverses càtedres i va impartir nombroses matèries. El mateix any del nomenament la institució es reconverteix en l'Escola Normal de Professors a través d'un pla d'estudis a tres anys.
Al llarg de la seva carrera González va gaudir sempre d'una gran solvència intel·lectual i una important capacitat organitzava, que va permetre que el centre assolís un alt nivell. Sota la seva direcció, va sensibilitzar les autoritats i mobilitzar l'opinió pública per aconseguir un edifici més adequat per a l'escola. L'escola no sols va complir amb la seva tasca de formació docent, sinó que la seva influència benèfica va durar dècades, atès que les promocions de professors sorgits de l'escola van constituir un avenç en la història de l'educació de Paraguai, actuant com a focus de cultura allà on treballaven malgrat les instal·lacions i materials educatius deficients existents.
Posteriorment va crear el kindergaten, o centre d'educació infantil, el 1942, que va ser un hite per a l'escola pública paraguaiana, fruit de la reforma educativa del moment. González el va dota de materials per al seu funcionament i va utilitzar en el centre el mètode de Friedrich Fröbel, a més de sustentar-la amb la seva voluntat contra les dificultats i crítiques mostrades per certs sectors socials. El centre va ser proveït de sala de projeccions, biblioteca infantil i un laboratori de psicologia experimental.
Acabada la seva etapa a l'escola el 1932, va ser inspectora de les escoles normals i membre del Consell Nacional d'Educació. També va fundar la revista El Hogar del Normalista, a fi de conservar la tradició de la institució i informar del seu funcionament, a més de col·laborar regularment amb diaris nacionals i estrangers. Paral·lelament va publicar dos llibres adreçats a docents titulats Misceláneas piscológicas i Organización escolar.

## Activisme
González és considerada precursora del feminisme a Paraguai. a ser la primera que va representar les dones paraguaianes al Congrés Feminista de Baltimore, als Estats Units, l'abril de 1922, i a la VII Conferència Panamericana de Montevideo de 1933. Conscient que era necessari que la dona tingués una major projecció al país, va ser fundadora del Consell de Dones el 1936. Aquesta iniciativa va ser ben acollida entre les dones d'Asunción gràcies al prestigi de González i malgrat que moltes eren reticents a fer activitats fora de l'àmbit de la llar.
Durant els anys de la Guerra del Chaco, va treballar activament a la Creu Roja i en hospitals de sang. Un cop assolida la pau, va continuar treballant en nombroses obres de caritat i d'assistència social.

## Reconeixements
El Govern de Paraguai va atorgar-li la Medalla d'Honor al Mèrit Educacional, i la va designar membre honorari vitalici de l'Institut d'Història i Museu Militar. Així mateix, la societat paraguaiana va declarar-la dona destacada del país en el dia de la dona americana el maig de 1949, i va col·locar una placa de bronze recordant la seva trajectòria a l'Escola Normal de Professors el setembre de 1971.